# Misano World Circuit Marco Simoncelli
Misano World Circuit Marco Simoncelli – tor wyścigowy położony w miasteczku Misano Adriatico we Włoszech. Rekord w szybkości pokonania toru należy do Caseya Stonera.
3 listopada 2011 roku tor zyskał imię tragicznie zmarłego Marco Simoncelliego, który zginął 23 października podczas Grand Prix Malezji na torze Sepang International Circuit.